# 엄지 (가수)
엄지(본명: 김예원, 1998년 8월 19일 ~ )는 대한민국의 걸 그룹 VIVIZ의 멤버이고, 이전에는 여자친구의 멤버였다.

## 학력
- 인천신송초등학교 (졸업)
- 신송중학교 (졸업)
- 서울공연예술고등학교 연기예술과 (졸업)
- 세종사이버대학교 실용음악과 (학사)

## 생애
어린 시절 영어 유치원을 다닌 덕분에 영어로 의사소통이 가능하다. 영어이름은 메리(Mary)였다.
2014년 2월 초, 서울공연예술고등학교 실용음악과 예비소집일 때 쏘스뮤직에 캐스팅되었다. 여자친구의 다른 멤버들과는 달리 연예경력이 전무한 상태에서 여자친구로 데뷔하였다.
2016년 10월 5일, 좌측 대퇴부 봉공근 염좌라는 진단을 받아, 휴식과 함께 치료를 병행해야 빨리 완쾌될 수 있다는 의사의 소견에 따라 활동을 잠정 중단하였다. 이후 2016년 11월 19일 멜론뮤직어워드를 통하여 공식 복귀하였다.
2018년 일본의 하이틴 잡지 《팝틴》의 전속모델로 발탁되었으며, 6월호부터 등장하였다. 엄지는 2019년 6월호까지 활동한 뒤 팝틴 모델을 종료하였다.

## 음반

### OST
| 음반 정보                                        | 트랙 리스트                   |
| ------------------------------------------------ | ----------------------------- |
| 쇼핑왕 루이 OST Part.2 - 발매일: 2016년 9월 29일 | 1. The Way 2. The Way (Inst.) |
| 어서와 OST Part 3 - 발매일: 2020년 3월 26일      | 1. 어서와 2. 어서와 (Inst.)   |

## 출연 작품

### 방송
| 연도 | 방송사     | 제목                                 | 역할      | 참고            |
| ---- | ---------- | ------------------------------------ | --------- | --------------- |
| 2015 | Mnet       | 《문희준의 순결한 15+》              | 게스트    |                 |
| 2016 | KBS2       | 《전국 아이돌 사돈의 팔촌 노래자랑》 | 참가자    | 설 특집         |
| 2016 | MBC every1 | 《SHOWTIME 마마무X여자친구》         | 고정출연  |                 |
| 2016 | MBC        | 《능력자들》                         | 게스트    |                 |
| 2016 | KBS2       | 《헬로 프렌즈 - 친구추가》           | 게스트    | 추석 특집       |
| 2017 | SBS        | 《일요일이 좋다 - 런닝맨》           | 게스트    |                 |
| 2017 | KBS1       | 《우정수퍼쇼》                       | 게스트    |                 |
| 2017 | KBS2       | 《슈퍼맨이 돌아왔다》                | 특별출연  |                 |
| 2017 | MBC        | 《복면가왕》                         | 참가자    |                 |
| 2017 | KBS2       | 《대국민 토크쇼 안녕하세요》         | 게스트    |                 |
| 2017 | K-Star     | 《더 프렌즈 in 아드리아해》          | 출연자    | 데뷔 1000일기념 |
| 2018 | Mnet       | 《엠카운트다운》                     | 스페셜 MC |                 |
| 2018 | SBS MTV    | 《요고바라》                         | 진행      |                 |

## 비고
- 더보이즈 현재와 초등학교, 중학교 동문이다.

## 친구
- 문빈
- 승관
- 신비
- 이수지

### 내용주
1. ↑  수상 소감에서 "하나님 아버지"이라 언급함.

### 참조주
1. ↑  160120 GFriend 여자친구 & iKON 아이콘 - New Artist Award 신인상 - The 30th Golden Disk Awards - 유튜브
2. ↑  최지예 (2015년 11월 25일). “에이프릴 현주 "여자친구 엄지, 닭갈비 먹으러 가다 눈앞에서 캐스팅"[MD인터뷰③]”. 마이데일리. 2020년 5월 3일에 확인함.
3. ↑  이지은 (2016년 10월 5일). “여자친구 엄지 건강문제로 활동 중단…"대퇴부 봉공근 염좌 치료 집중, 당분간 5인 체제"”. 뉴스핌.
4. ↑  조윤선 (2018년 3월 30일). “[공식] 여자친구 엄지, 日 유명 패션지 전속 모델 발탁”. 스포츠조선. 2019년 7월 8일에 확인함.
5. ↑  “(1年期間限定) POPモデル 卒業축하해요!”. 《Popteen》. 2019년 6월호 (도쿄: 角川春樹事務所). 2019년 6월. 135쪽.